# Anaalzak

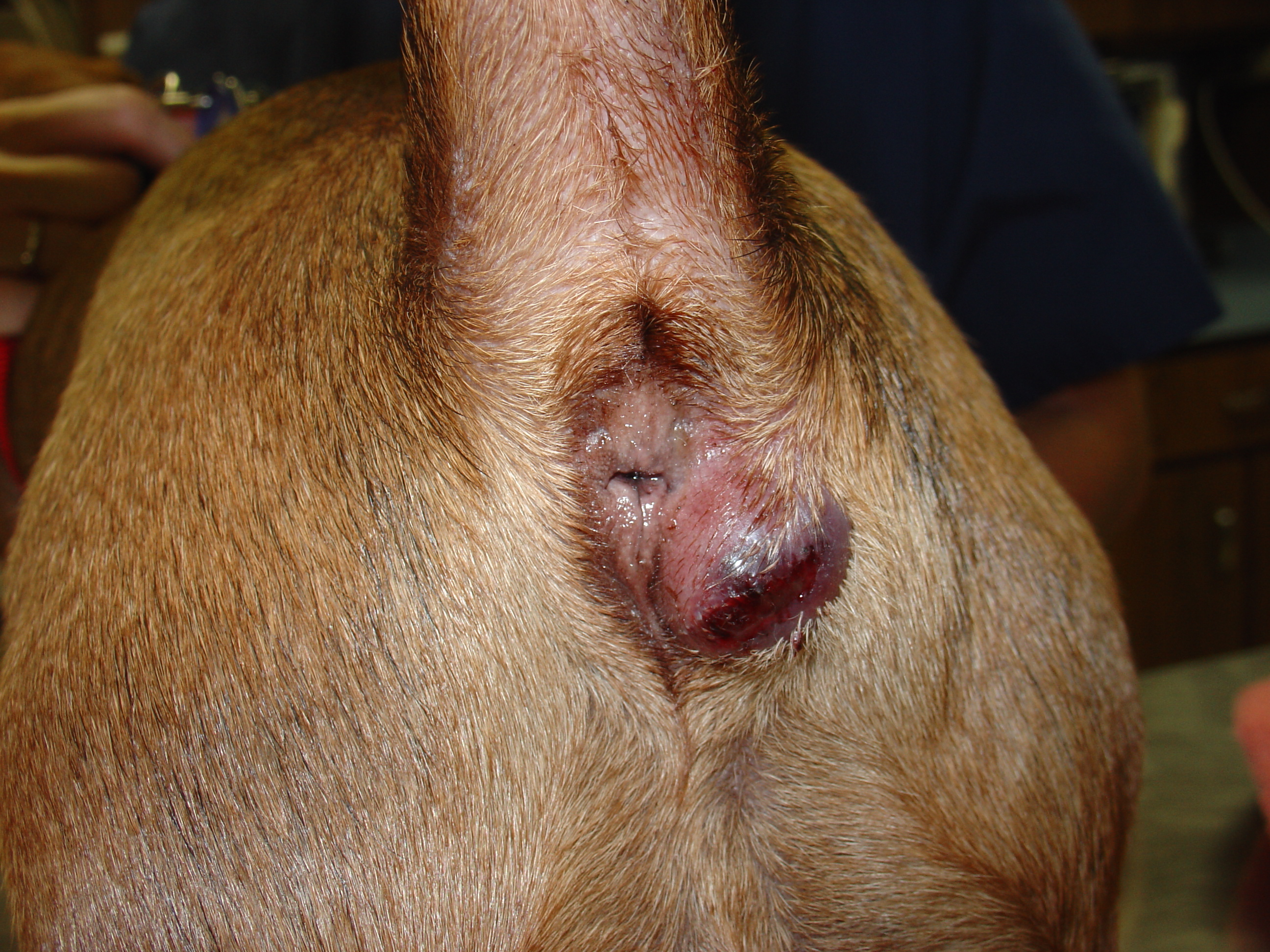
Abces van de anaalzak

De anaalzakken (lat: sinus paranalis) liggen bij honden en katten rechts en links van de anus (op 5 en 7 uur). Zij dienen voor de opslag van een sereus-vettig secreet, dat in de anaalklieren gevormd wordt. 
Bij de hond hebben de anaalzakken ongeveer de grootte van een hazelnoot (12-15 mm diameter) en zijn door een spierlaag omgeven. De anaalzakken monden via een afvoergang uit in de anus. 
Het secreet dat in de anaalzakken wordt opgeslagen, heeft voor de mens een zeer onaangename geur. Honden lossen de inhoud tijdens de defecatie of in stresssituaties.

## Pathologie
De afvoergangen van de anaalzakken kunnen verstoppen, wat tot een abnormaal hoge opslag van secreet leidt. Hierdoor kan het voorkomen, dat honden 'sleetje' gaan rijden. Door druk op de anaalzak, kunnen ze deze ledigen.
Ook een ontsteking van de anaalzakken of een tumor van de anaalklieren kan ontstaan.